# Bátonyi György (bemondó)
Bátonyi György (Budapest, 1935. július 4. – Budapest, 2008. augusztus 13.) a Magyar Rádió bemondója, műsorvezető, színész.

## Életpályája
Gyermekszínészként kezdte a rádióban, többek között Somlay Artúr partnere volt, Permjak: Nem nehéz a választás című regényéből készült hangjátékban.

„Volt olyan hét gyerekkoromban, amikor többször szólaltam meg hetente a rádióban, mint manapság.”

Két évet végzett a Színház- és Filmművészeti Főiskolán, ahol többek között Bodrogi Gyula, Törőcsik Mari, Margitai Ági voltak az évfolyamtársai. Játszott az Ifjúsági Színházban és öt évig bábszínészként az Állami Bábszínházban. 1961-től a Magyar Rádió bemondója volt. Az ELTE francia szakán diplomázott, a francia nyelv és tudomány doktoraként. Fordítással és írással is foglalkozott, megjelentek riportjai, novellái, karcolatai. Ő a szövegírója a Pantelin mester című operának, amelynek zenéjét Láng István írta. A szép magyar beszédre tanította a rádió fiatal bemondóit és később újságíró hallgatókat.

## Rádiós munkáiból
- A francia történelem dalai (sorozat)
- Éjfél után - A Magyar Rádió zenés műsora hajnalig

## Színházi munkáiból
- Füsi József: Az aszódi diák... Csörföly Lajos (Ifjúsági Színház)
- Gádor Béla – Bágya András: Potyautazás... Elnök; Bemondó; Bika (Állami Bábszínház)
- Babay József: Csodatükör... Magyar István (Állami Bábszínház)
- Grimm fivérek: Hamupipőke... Bambi (Állami Bábszínház)
- Petőfi Sándor: János vitéz... Óriás (Állami Bábszínház)